# Airlinair

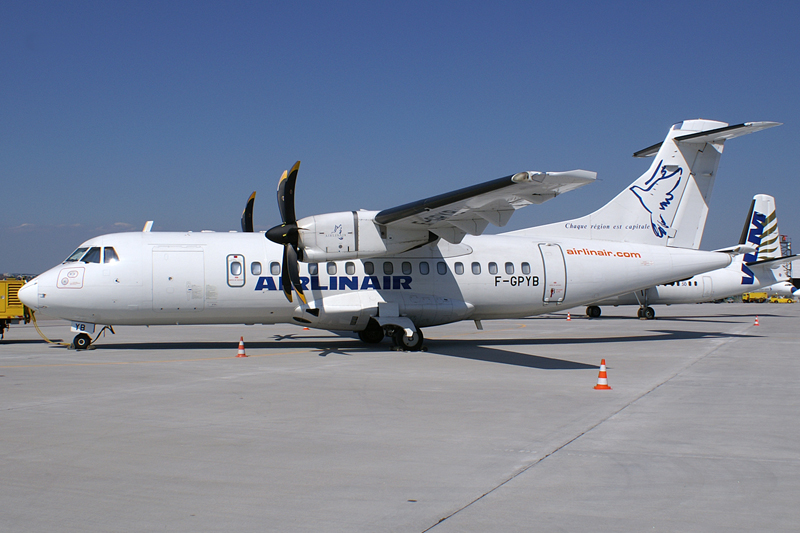
ATR-42-500 компанії Airlinair, що працює під франшизою Air France

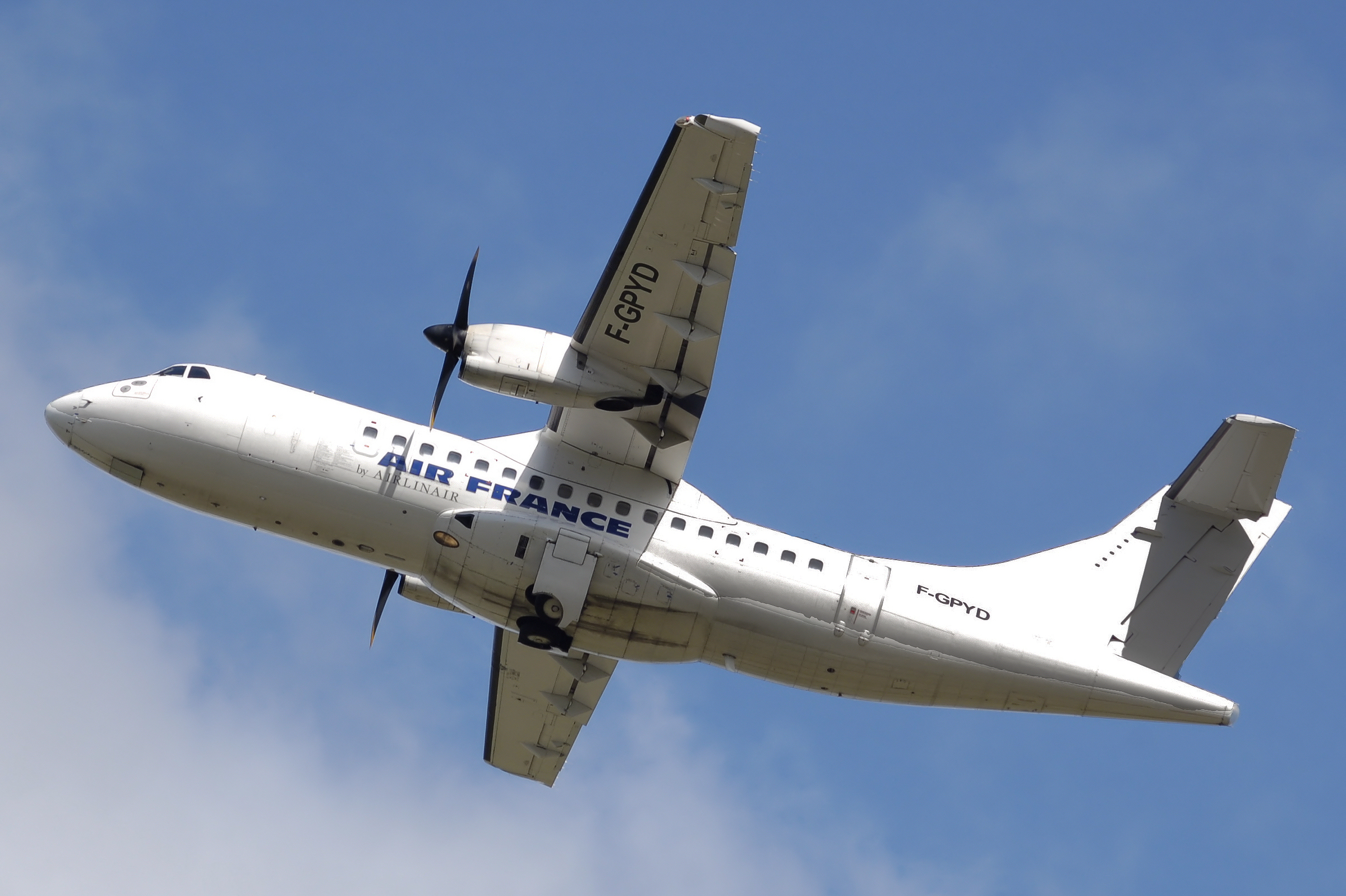
ATR-42-500 компанії Airlinair, що працює під франшизою Air France

Airlinair — колишня авіакомпанія, що базується в Ренжі, Франція. Вона забезпечувала лізингові авіаперевезення для багатьох авіакомпаній, включаючи Air France, використовуючи літаки регіонального класу. Її основні аеропорти — паризькі Орлі і Міжнародний аеропорт імені Шарля де Голля.
Airlinair припинила всі польотні операції в березні 2017 року після злиття з HOP!

## Історія
Авіакомпанія Airlinair була заснована в 1998 році і почала здійснювати перевезення в травні наступного року. Вона була заснована чотирма основними акціонерами, а основними інвесторами були приватні інвестори (80,5%) та бретонська авіакомпанія Brit Air (19,5%). 31 березня 2013 року була ліквідована шляхом злиття з двома іншими регіональними авіаперевізниками Франції, контрольованими Air France: Régional і Brit Air.

## Географія польотів
Airlinair здійснювала внутрішні пасажирські авіаперевезення за такими напрямами (на жовтень 2009 року):
З Ліонського аеропорту Сент-Екзюпері : Ла Рошель через Пуатьє
З Орлі : Ажен, Оріяк, Брів-ля-Геллард, Кан, Кастр, Шербур, Ланніон
Chalair Aviation виконувала рейси Airlinair за такими напрямами:
З Бордо : Брест, Ренн
З Гавра : Амстердам, Тулуза
З Мюлуза : Ренн
Airlinair виконувала код-шерінгові перевезення Air France/Alitalia, під франшизою Brit Air:
З Орлі: Саутгемптон
Рейси Airlinair виконувалися під код-шерінговими угодами з Air France:
З Орлі : Берн (Швейцарія), Ейндговен (Нідерланди), Лімож, Ліон
З Руассі : Ренн, Бристоль, Хітроу
З Ліонського аеропорту Сент-Екзюпері: Гавр, Лімож, По, Марсель, Монпельє, Клермон-Ферран

## Флот
Флот Airlinair складався з таких суден (у березні 2013) :
- 8 ATR 72-500
- 2 ATR 72-200
- 12 ATR 42-500
- 2 ATR 42-300

## Зовнішні посилання
- Офіційний вебсайт Airlinair
- Вік флоту Airlinair [Архівовано 30 липня 2017 у Wayback Machine.]